# Csanda Lajos
Csanda Lajos (Tornalja, 1949. március 15. –) magyar tollaslabdázó, edző. Az Orvosegyetem SC tollaslabda szakosztályának  vezetőedzője és korábbi tollaslabda játékosa. Nemzetközi versenybíró és játékvezető, a Magyar Tollaslabda Szövetség egykori főtitkára és korábban a játékvezetői bizottságának vezetője. Számtalan magyar bajnok játékos nevelőedzője, és a jelenleg egyik legsikeresebb utánpótlás-egyesület, az OSC tollaslabda szakosztály szakmai munkájának irányítója.